# مرتضی ورزی
مرتضی ورزی (۸ دی ۱۳۰۱ – ۱۳ دی ۱۳۸۲) نوازنده کمانچه اهل ایران بود.
مرتضی ورزی نزد رضا محجوبی، ابوالحسن صبا و علی اصغر بهاری هنرآموخته بود. وی برادر کوچکتر ابوالحسن ورزی، غزلسرای معاصر بود. نخستین اجرای مرتضی ورزی به همراه مرتضی نی‌داوود و قمرالملوک وزیری در سال ۱۳۱۶ بود. ورزی سال‌ها در ایالات متحده آمریکا زندگی و در رشته موسیقی شرقی در دانشگاه لس آنجلس تدریس می‌کرد. او با تشکیل مراکزی چون انستیتو حافظ و انجمن موسیقی ملی ایران، به تدریس ساز و آواز و اشاعه موسیقی ایرانی می‌پرداخت. وی پایه‌گذار دو گروه موسیقی بهاری و عشاق بود. «گروه بهاری» که به سرپرستی او و نوازندگان ایرانی مقیم آمریکا تشکیل شده بود، چندین کنسرت در شهرهای مختلف ایالات متحده برگزار کرد. مرتضی ورزی هنگامی که برای دیدار اقوام به تهران آمده بود، ۱۳ دی ۱۳۸۲ درگذشت و در قطعه هنرمندان بهشت زهرا به خاک سپرده شد.